# Karl Weltzien

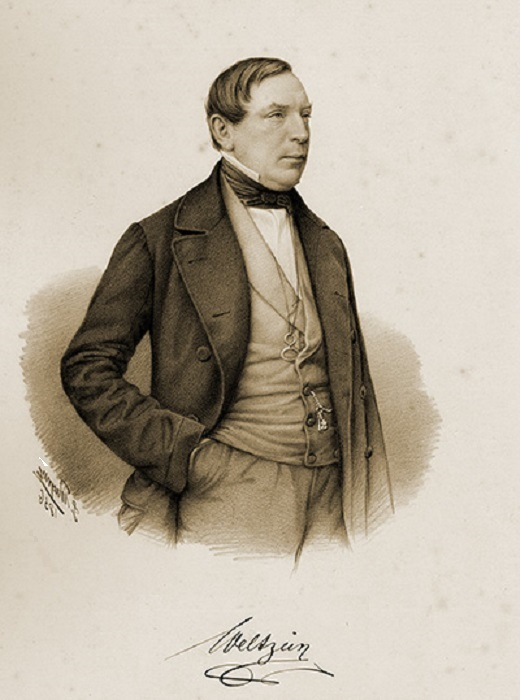
Karl Weltzien

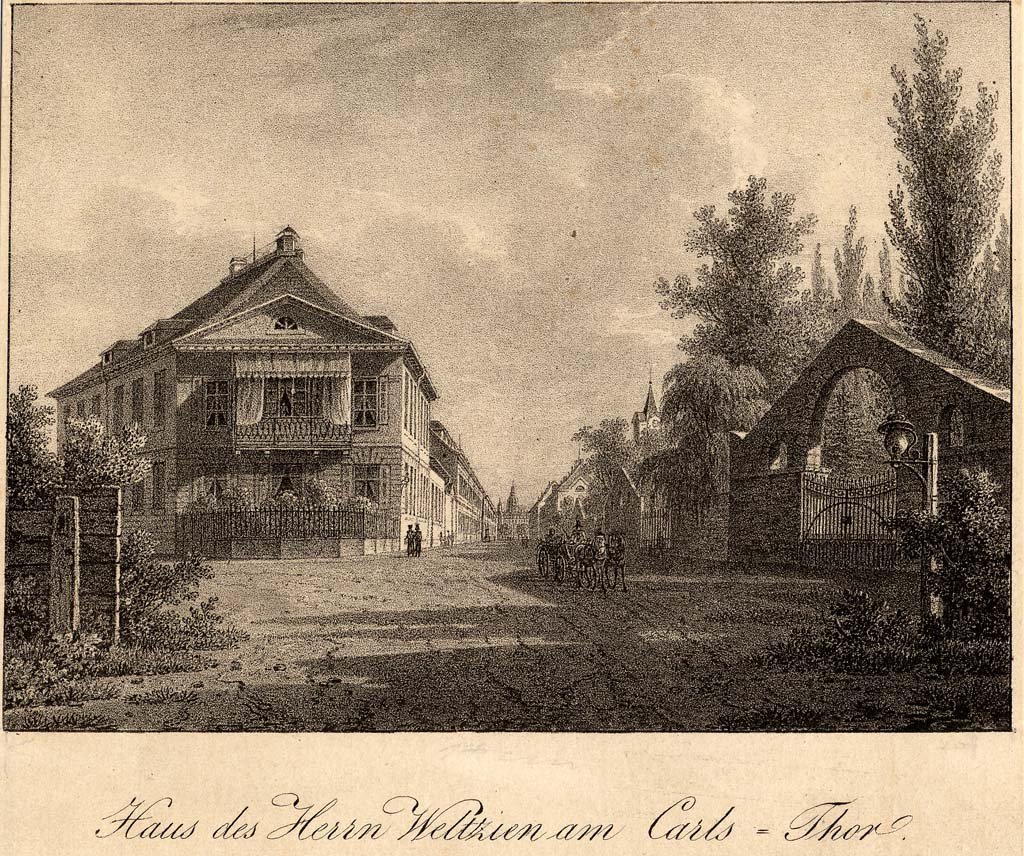
Palais Weltzien in Karlsruhe

Karl Weltzien (auch Carl, * 8. Februar 1813 in Sankt Petersburg; † 14. November 1870 in Karlsruhe) war ein deutscher Chemiker.

## Leben
Karl Weltzien wurde am 8. Februar 1813 in St. Petersburg als einziger Sohn des Kaufmanns Karl Weltzien († 1849) geboren. Er besuchte dort die 1709 als Schule der Lutherischen Gemeinde gegründete St. Petrischule. 1823 siedelten die Eltern nach Karlsruhe über. Karl besuchte hier das Lyzeum und begann 1831 das Studium der Medizin an der Universität Heidelberg. 1833 wechselte er nach Göttingen zu Friedrich Wöhler, um dann zum Wintersemester 1834/35 nach Heidelberg zurückzukehren. Im April 1835 schloss er sein Studium mit der Promotion ab, ein Jahr später heiratete er. 1840 ging Weltzien nach Berlin als eine Art Gastwissenschaftler (heute „post doc“) zu Eilhard Mitscherlich. Seit seinem Studium in Heidelberg war Weltzien Angehöriger des Corps Suevia Heidelberg.
1841 erhielt er das Recht als Dozent der Chemie am Lyzeum in Karlsruhe und am Polytechnikum Karlsruhe zu unterrichten, wo er Vorlesungen über Agrikulturchemie für angehende Forstwirte hielt. 1843 erhielt er den Titel eines Professors, 1844 wurde er auf den Lehrstuhl für reine Chemie am Polytechnikum berufen.
In den 1860er Jahren litt er an einer nicht näher bestimmten Hauterkrankung, in deren Gefolge Nervenschädigungen und Lähmungserscheinungen auftraten. Trotz mehrfacher Kuraufenthalte wurde er zu Beginn des Jahres 1868 in den Ruhestand versetzt. Den Lehrstuhl für reine Chemie verwaltete für ein Jahr der Technologe Karl Birnbaum, Ende 1868 übernahm dann Lothar Meyer den Lehrstuhl.
Am 14. November 1870 verstarb Weltzien, wurde auf dem alten Friedhof in Karlsruhe beigesetzt und 1884 auf den Hauptfriedhof umgebettet.
Er war Mitglied der Gesellschaft Deutscher Naturforscher und Ärzte.
In Karlsruhe ist eine Straße in der Weststadt nach ihm benannt.

## Leistungen

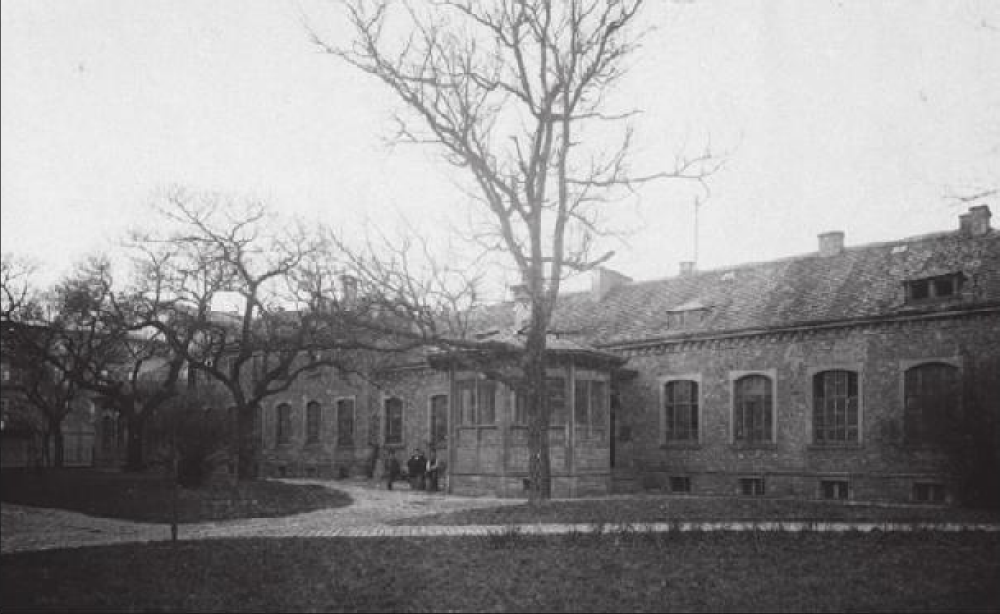
Chemisches Laboratorium am Polytechnikum Karlsruhe, erbaut 1851, erweitert 1857/1875; Aufnahme um 1900

Karl Weltzien begründete die wissenschaftliche Chemie an der 1825 gegründeten Polytechnischen Schule in Karlsruhe. Sein Vorgänger Friedrich August Walchner sah die Chemie nur als Hilfswissenschaft, entsprechend gering war ihr Stellenwert. 1850 wurde er (gegen seinen Willen) durch Berufung von Karl Weltzien, der seit 1842 als außerordentlicher Professor an der Forstschule lehrte, abgelöst.
Schon vor seiner Berufung als Ordinarius drängte Weltzien zum Bau eines modernen Laboratoriums. Im elterlichen Haus in der Karlstraße richtete Weltzien ein Laboratorium ein, in dem er die Studenten zunächst praktisch unterrichtete. Die Annahme des Rufes verband er mit der Bedingung eines Neubaus des chemischen Laboratoriums an der polytechnischen Schule. 1851 wurde ein entsprechendes Gebäude errichtet, das bereits 1857 erweitert werden musste.
Dank Weltzien erreichte die Chemie in Karlsruhe internationales Renommee. So wurde es 1860 Austragungsstätte des ersten internationalen Chemikerkongresses (Karlsruher Kongress), der von Weltzien, Charles Adolphe Wurtz und Kekulé angeregt wurde. Der Einladung folgten 140 Teilnehmer aus aller Welt.